# Крутоярка (річка)
Крутоярка — річка у Кропивницькому районі Кіровоградської області, ліва притока Інгулу (басейн Південного Бугу).

## Опис
Довжина річки 14  км., похил річки — 2,8 м/км. Формується з декількох безіменних водойм. Площа басейну 102 км².

## Розташування
Крутоярка бере початок в селі Букварка. Тече переважно на південний захід і в селі Оситняжка впадає у річку Інгул, ліву притоку Південного Бугу.